# Copa Intertoto 1991
La Copa Intertoto 1991 es la 31.ª edición de este torneo de fútbol a nivel de clubes de Europa. Participaron 39 equipos de asociaciones miembros de la UEFA, 5 menos que en la edición anterior, aunque 2 de ellos abandonaron el torneo, siendo la primera edición en la que aparecieron equipos que abandonaron una edición de la Copa Intertoto. También fue la primera edición en la que aparecieron equipos de Eslovaquia, Montenegro y Eslovenia
No hubo un campeón definido en vista de que el torneo solo consistía en la fase de grupos y cada ganador de grupo ganó la copa, pero se declara al Örebro SK de Suecia como campeón por ser el club que mostró el mejor rendimiento durante el torneo.

## Fase de grupos
Los 39 equipos fueron distribuidos en 9 grupos de 4 equipos cada uno y un grupo de 3, pero 2 equipos abandonaron el torneo, dejando 3 grupos de 3 equipos; en donde el vencedor de cada grupo ganó la copa y el premio monetario del torneo.

### Grupo 1
| Club              | G | E | P | GF | GC | Pts. |
| ----------------- | - | - | - | -- | -- | ---- |
| Neuchâtel Xamax   | 4 | 2 | 0 | 14 | 3  | 10   |
| Slovan Bratislava | 1 | 3 | 2 | 10 | 11 | 5    |
| Malmö FF          | 0 | 5 | 1 | 5  | 6  | 5    |
| Tatabánya         | 1 | 2 | 3 | 5  | 14 | 4    |

|     | XAM | SLO | MAL | TAT |
| --- | --- | --- | --- | --- |
| XAM |     | 2-2 | 0-0 | 5-0 |
| SLO | 0-2 |     | 1-1 | 4-2 |
| MAL | 1-2 | 2-2 |     | 0-0 |
| TAT | 0-3 | 2-1 | 1-1 |     |

### Grupo 2
| Club           | G | E | P | GF | GC | Pts. |
| -------------- | - | - | - | -- | -- | ---- |
| Lausanne-Sport | 5 | 0 | 1 | 22 | 7  | 10   |
| Lyngby BK      | 4 | 0 | 2 | 16 | 12 | 8    |
| Zagłębie Lubin | 2 | 1 | 3 | 9  | 17 | 5    |
| IFK Norrköping | 0 | 1 | 5 | 8  | 19 | 1    |

|     | LAU | LYN | LUB | NOR |
| --- | --- | --- | --- | --- |
| LAU |     | 4-1 | 8-1 | 3-1 |
| LYN | 3-1 |     | 3-0 | 3-1 |
| LUB | 1-3 | 3-0 |     | 2-1 |
| NOR | 0-3 | 3-6 | 2-2 |     |

### Grupo 3
| Club             | G | E | P | GF | GC | Pts. |
| ---------------- | - | - | - | -- | -- | ---- |
| Austria Salzburg | 4 | 2 | 0 | 7  | 2  | 10   |
| Halle            | 3 | 1 | 2 | 13 | 6  | 7    |
| Váci Izzó        | 2 | 1 | 3 | 8  | 11 | 5    |
| Ikast FS         | 1 | 0 | 5 | 4  | 13 | 2    |

|     | AUS | HAL | VAC | IKA |
| --- | --- | --- | --- | --- |
| AUS |     | 0-0 | 1-1 | 2-0 |
| HAL | 0-1 |     | 5-1 | 5-2 |
| VAC | 1-2 | 2-1 |     | 2-0 |
| IKA | 0-1 | 0-2 | 2-1 |     |

### Grupo 4
| Club                  | G | E | P | GF | GC | Pts. |
| --------------------- | - | - | - | -- | -- | ---- |
| Dukla Banská Bystrica | 5 | 0 | 1 | 11 | 3  | 10   |
| Silkeborg IF          | 4 | 0 | 2 | 13 | 9  | 8    |
| Hammarby IF           | 2 | 0 | 4 | 8  | 12 | 4    |
| Energie Cottbus       | 1 | 0 | 5 | 4  | 12 | 2    |

|     | DBB | SIF | HAM | ENE |
| --- | --- | --- | --- | --- |
| DBB |     | 2-0 | 0-1 | 1-0 |
| SIF | 1-4 |     | 4-1 | 4-1 |
| HAM | 1-2 | 1-3 |     | 3-0 |
| ENE | 0-2 | 0-1 | 3-1 |     |

### Grupo 5
| Club           | G | E | P | GF | GC | Pts. |
| -------------- | - | - | - | -- | -- | ---- |
| B 1903         | 5 | 0 | 1 | 13 | 5  | 10   |
| Austria Wien   | 4 | 0 | 2 | 9  | 6  | 8    |
| Djurgårdens IF | 1 | 1 | 4 | 5  | 8  | 3    |
| Cheb           | 1 | 1 | 4 | 2  | 10 | 3    |

|      | 1903 | AUS | DJU | CHE |
| ---- | ---- | --- | --- | --- |
| 1903 |      | 1-0 | 2-3 | 3-0 |
| AUS  | 1-3  |     | 1-0 | 4-1 |
| DJU  | 1-2  | 1-2 |     | 0-0 |
| CHE  | 0-2  | 0-1 | 1-0 |     |

### Grupo 6
| Club               | G        | E        | P        | GF       | GC       | Pts.     |
| ------------------ | -------- | -------- | -------- | -------- | -------- | -------- |
| Grasshopper Club   | 2        | 1        | 1        | 5        | 5        | 5        |
| Siófok             | 1        | 2        | 1        | 8        | 6        | 4        |
| Frem               | 1        | 1        | 2        | 8        | 10       | 3        |
| Olimpija Ljubljana | Abandonó | Abandonó | Abandonó | Abandonó | Abandonó | Abandonó |

|     | GRA | SIO | FRE |
| --- | --- | --- | --- |
| GRA |     | 1-0 | 3-2 |
| SIO | 1-1 |     | 3-3 |
| FRE | 2-0 | 1-4 |     |

### Grupo 7
| Club              | G | E | P | GF | GC | Pts. |
| ----------------- | - | - | - | -- | -- | ---- |
| Bayer Uerdingen   | 3 | 1 | 2 | 7  | 6  | 7    |
| Pirin Blagoevgrad | 2 | 2 | 2 | 6  | 4  | 6    |
| Östers IF         | 1 | 4 | 1 | 6  | 5  | 6    |
| Sturm Graz        | 2 | 1 | 3 | 5  | 9  | 5    |

|     | UER | PIR | ÖST | STU |
| --- | --- | --- | --- | --- |
| UER |     | 1-0 | 2-1 | 3-1 |
| PIR | 2-0 |     | 1-1 | 2-0 |
| ÖST | 1-1 | 0-0 |     | 2-0 |
| STU | 1-0 | 2-1 | 1-1 |     |

### Grupo 8
| Club            | G        | E        | P        | GF       | GC       | Pts.     |
| --------------- | -------- | -------- | -------- | -------- | -------- | -------- |
| Dunajská Streda | 3        | 0        | 1        | 10       | 3        | 6        |
| Rapid București | 2        | 0        | 2        | 3        | 9        | 4        |
| Botev Plovdiv   | 1        | 0        | 3        | 8        | 9        | 2        |
| Rot-Weiss Essen | Abandonó | Abandonó | Abandonó | Abandonó | Abandonó | Abandonó |

|     | DAC | RAP | BOT |
| --- | --- | --- | --- |
| DAC |     | 3-0 | 4-1 |
| RAP | 1-0 |     | 2-1 |
| BOT | 1-3 | 5-0 |     |

### Grupo 9
| Club               | G        | E        | P        | GF       | GC       | Pts.     |
| ------------------ | -------- | -------- | -------- | -------- | -------- | -------- |
| Tirol Innsbruck    | 3        | 0        | 1        | 11       | 4        | 6        |
| Lugano             | 2        | 0        | 2        | 7        | 6        | 4        |
| Sportul București  | 1        | 0        | 3        | 4        | 12       | 2        |
| Budućnost Titograd | Abandonó | Abandonó | Abandonó | Abandonó | Abandonó | Abandonó |

|     | TIR | LUG | SPO |
| --- | --- | --- | --- |
| TIR |     | 2-1 | 6-0 |
| LUG | 2-1 |     | 4-1 |
| SPO | 1-2 | 2-0 |     |

### Grupo 10
| Club               | G | E | P | GF | GC | Pts. |
| ------------------ | - | - | - | -- | -- | ---- |
| Örebro             | 5 | 1 | 0 | 11 | 4  | 11   |
| Saarbrücken        | 3 | 2 | 1 | 23 | 10 | 8    |
| Maccabi Haifa      | 2 | 0 | 4 | 6  | 17 | 4    |
| Hapoel Petah Tikva | 0 | 1 | 5 | 8  | 17 | 1    |

|     | ÖRE | SAA | HAI | HPT |
| --- | --- | --- | --- | --- |
| ÖRE |     | 2-2 | 1-0 | 1-0 |
| SAA | 1-2 |     | 5-1 | 7-3 |
| HAI | 0-3 | 0-6 |     | 2-0 |
| HPT | 1-2 | 2-2 | 2-3 |     |